# Buena Vista de Juárez
Buena Vista de Juárez är en ort i Mexiko.   Den ligger i kommunen Técpan de Galeana och delstaten Guerrero, i den södra delen av landet, 300 km sydväst om huvudstaden Mexico City. Buena Vista de Juárez ligger 29 meter över havet och antalet invånare är 312.
Terrängen runt Buena Vista de Juárez är kuperad norrut, men söderut är den platt. Havet är nära Buena Vista de Juárez åt sydväst. Runt Buena Vista de Juárez är det ganska glesbefolkat, med 22 invånare per kvadratkilometer. Närmaste större samhälle är San Luis de La Loma, 5,0 km öster om Buena Vista de Juárez. Omgivningarna runt Buena Vista de Juárez är en mosaik av jordbruksmark och naturlig växtlighet.